# Comuna Novigrad Podravski, Koprivnica-Križevci
Novigrad Podravski este o comună în cantonul Koprivnica-Križevci, Croația, având o populație de 2.872 de locuitori (2011).

## Demografie
Componența etnică a comunei Novigrad Podravski
     Croați (94,46%)
     Sârbi (3,59%)
     Necunoscut (0,42%)
     Neclasificat (1,04%)
Componența confesională a comunei Novigrad Podravski
     Catolici (91,54%)
     Ortodocși (4,49%)
     Fără religie și atei (1,6%)
     Necunoscută (1,64%)
     Alte religii (0,73%)
Conform recensământului din 2011, comuna Novigrad Podravski avea 2.872 de locuitori. Din punct de vedere etnic, majoritatea locuitorilor (94,46%) erau croați, cu o minoritate de sârbi (3,59%). Apartenența etnică nu este cunoscută în cazul a 0,42% din locuitori. Din punct de vedere confesional, majoritatea locuitorilor (91,54%) erau catolici, existând și minorități de ortodocși (4,49%) și persoane fără religie și atei (1,6%). Pentru 1,64% din locuitori nu este cunoscută apartenența confesională.